# Peter Dolving
Peter Dolving (ur. 24 października 1969 w Göteborgu) – szwedzki wokalista, kompozytor, poeta oraz artysta wizualny. Znany przede wszystkim ze swoich występów w zespole The Haunted, w którym pełnił rolę frontmana do 2012.

## Życiorys
W latach 90. był członkiem hardcorowego zespołu Mary Beats Jane. W tamtym czasie otworzył również klub rockowy „Underground” w piwnicy restauracji Kompaniet w Göteborgu, który z czasem odniósł sukces. Mary Beats Jane wydał swój pierwszy album w 1994, jednak rozpadł się już w 1997.
Dolving dołączył do The Haunted w 1997, jednak opuścił zespół po nagraniu pierwszego albumu w 1998. Powrócił w 2004 i nagrał z grupą album Revolver. W międzyczasie założył The Peter Dolving Band w celu nagrania napisanych przez siebie utworów oraz fragmentów poezji mówionej do krótkometrażowego filmu No Justice No Peace w reżyserii Jonasa Olsena. W 2012 opuścił ponownie The Haunted.
W paru wywiadach oraz swojej twórczości Peter Dolving przyznał się do anarchistycznych poglądów.

## Dyskografia

### Mary Beats Jane
- Mary Beats Jane (1994)
- Locust (1996)

### The Haunted
- The Haunted (1998)
- Revolver (2004)
- The Dead Eye (2006)
- Versus (2008)
- Road Kill (2010)
- Unseen (2011)

Solowe (jako PeterDolvingBand oraz BringTheWarHome)
- Just 'cause you can talk, don't mean I have to listen (2000)
- One of Us (2001)
- Bad Blood (2003)
- Rejoice! (2008)
- Thieves & Liars (2013)

### Syntacks
- Syntax error (2013)

### Gusto
- Gusto! (2001)
- Pater Familias (?)

### IAmFire
- Eyes Wide Open (2015)
- From Ashes (2017)

### Science
- Weird Science (niewydane)

### Rosvo
- Ticks & Ants (2011) EP by Rosvo (Rosvo)

### Inne
- Spell (2014) - singiel zespołu Line Blood (wokal)
- Trash It Up (2003) - album zespołu Set My Path (wokal w utworze Shine)
- Satellite Bay (2007) - album zespołu Long Distance Calling (wokal w utworze Built Without Hands)
- Warning (2008) - EP zespołu ColdTears (wokal w utworze No Ordinary Ghost)
- Banisher of the Light (2008) - album zespołu Sparzanza (wokal w utworze Dead Rising)